# المعلومات النووية وخدمة الموارد
المعلومات النووية وخدمة الموارد (NIRS) هي مجموعة مضادة للنووي تأسست في عام 1978م لتكون مركز المعلومات للشعوب والمنظمات المعنية حول الطاقة النووية والنفايات المشعة والإشعاع وقضايا الطاقة المستدامة. وتدعو المنظمة إلى تنفيذ حلول آمنة ومستدامة مثل كفاءة الطاقة والطاقة الشمسية وطاقة الرياح والهجين في المكونات.

## أنشطتها
- عام 2007 ادعت المعلومات النووية وخدمة الموارد (NIRS) لبدء «تنظيم واسع النطاق وحملات التثقيف العام بشأن قضايا محددة» مثل «تقديم الخبرة الفنية والإستراتيجية للمجموعات البيئية.»
- عام 2000 ارتباط المعلومات النووية وخدمة الموارد (NIRS) مع خدمة المعلومات العالمية حول الطاقة (WISE) إلى منظمة دولية.[3]
- إنشاء مجلة Nuclear Engineering International

## القضايا
وتشمل بعض السياسات التي أقرتها المعلومات النووية وخدمة الموارد (NIRS) ضوابط صارمة على التخلص من النفايات النووية وحظر الأسلحة النووية ومحطات الطاقة الجديدة. حيث تعارض المعلومات النووية وخدمة الموارد (NIRS) إعادة معالجة النفايات النووية غير الفعالة والنقل غير الآمن للنفايات النووية وتنفيذ مستودعات نفايات نووية واسعة النطاق مثل مستودع النفايات النووية في جبل يوكا. كما لا تعتبر المعلومات النووية وخدمة الموارد (NIRS)الطاقة النووية كعلاج لتغير المناخ.

## مكاتبها الدولية
دمجت كل من المعلومات النووية وخدمة الموارد وخدمة المعلومات العالمية للطاقة (WISE) عملياتها كما قامت خدمة المعلومات العالمية للطاقة (WISE) بتناوب المكاتب في كلا من:
- أمستردام
- الأرجنتين
- النمسا
- جمهورية التشيك
- الهند
- اليابان
- روسيا
- سلوفاكيا
- جنوب أفريقيا
- السويد
- أوكرانيا

اندمج بيان خدمة المعلومات العالمية للطاقة (WISE)الإخباري كل أسبوعين مع المعلومات النووية وخدمة الموارد (NIRS) ويغطي حركات المقاومة التي تعمل ضد الطاقة النووية في جميع أنحاء العالم بالإضافة إلى تأريخ فشل الصناعة. تتم طباعة الإصدارات الإسبانية والروسية والأوكرانية من هذه النشرة الإخبارية أيضًا.
كان مايكل ماريوت (1952-2016) رئيسًا ومديرًا تنفيذيًا لمركز المعلومات والموارد النووية لمدة 30 عامًا. كان من المعارضين المعروفين للطاقة النووية ونظم الأنشطة المناهضة للطاقة النووية في أوروبا بعد كارثة تشرنوبيل عام 1986. كانت ماريوت من أشد مؤيدي الطاقة المتجددة وكفاءة استخدام الطاقة. وأعرب عن اعتقاده أن الطاقة النووية سوف تصبح قديمة ليحل محلها مصادر الطاقة النظيفة.

## الصحافة
- في 15 مايو 2007 أصدرت المعلومات النووية وخدمة الموارد (NIRS) تقريراً تدعي فيه أن الخردة المشعة والخرسانة والمعدات والأسفلت والبلاستيك والخشب والكيماويات والتربة من منشآت الأسلحة النووية الأمريكية يتم إطلاقها إلى مكبات النفايات العادية ويمكن أن تدخل في تدفقات إعادة التدوير التجارية.[9]
- في 3 أغسطس 2004 أصدرت المعلومات النووية وخدمة الموارد (NIRS) تقريرا يفيد بأن لجنة تنظيم الطاقة النووية الأمريكية قد تسمح بالممارسة الغير القانونية لإغلاق محطات الطاقة النووية يدويا في حالة نشوب حريق.[10]
- في 17 يوليو 2007 بخصوص تسرب المياه من تجمع الوقود المستنفد في محطة الطاقة النووية كاشيوازاكي - كاريوا بعد زلزال نيجاتا عام 2007، تحدث مايكل ماريوت نيابة عن المعلومات النووية وخدمة الموارد (NIRS) وعلق "التسرب نفسه لا يبدو كبيرا حتى الآن لكن الحقيقة أنه لم يتم الإبلاغ عنه وهو مصدر قلق عندما تبدأ الشركة بإنكار مشكلة ما.[11]
- في أكتوبر 2010 تنبأ مايكل ماريوت المدير التنفيذي لـ المعلومات النووية وخدمة الموارد (NIRS) بأن الصناعة النووية في الولايات المتحدة لن تشهد نهضة نووية لسبب بسيط وهو أن «المفاعلات النووية لا معنى لها اقتصاديًا». حيث أدى الركود الاقتصادي إلى انخفاض الطلب على الكهرباء وفشل الكونجرس في تمرير تشريعات تغير المناخ مما جعل الاقتصاد النووي صعباً للغاية.[12]